# Ibiza (miasto)
Ibiza (katal. Eivissa) jest miastem na wyspie Ibiza, w archipelagu Baleary. Liczba ludności 50 715 (2022).
Jest to trzecie co do liczby mieszkańców miasto Balearów po Palma de Mallorca i Mahón.